# NGC 5771
NGC 5771 (другие обозначения — MCG 5-35-21, ZWG 164.37, NPM1G +30.0360, PGC 53088) — эллиптическая галактика (E) в созвездии Волопас.
Этот объект входит в число перечисленных в оригинальной редакции «Нового общего каталога».